# Barbi(e)turix
Barbi(e)turix est un collectif indépendant lesbien et féministe, créé en 2004 à Paris.

## Le collectif
Une quinzaine de volontaires compose le collectif Barbi(e)turix, qui se concentre sur 3 axes : 
- Un site web sous la forme d'un blog qui traite de la culture lesbienne et féminine.
- Un fanzine papier gratuit distribué dans des bars, clubs, galeries ou concept store parisiens[2].
- Des évènements : soirées clubbing, festivals.

## Évènements
La particularité des soirées organisé par Barbi(e)rutix réside dans  la programmation de DJ essentiellement femmes, dont Chloé, Peaches, Maud Geffray, Hannah Holland, Kim Ann Foxman, Acid Arab, Ena Lind, Ebony Bones, Planningtorock, Louisahhh, Djuna Barnes, Yo Majesty, Roxymore, Toxic Avenger, Phoebe Jean, Aera Negrot, Jennifer Cardini, Clara Moto, Electrosexual, Dat Politics, Scream Club, JD Samson, Clara 3000, Kap Bambino, Xenia, Gachette of the Mastiff, Dinky, Solange la Frange, Louise De Ville, etc.
Dès le début de son existence, Barbi(e)turix organise des évènements festifs comme la Clito Rise, des soirées ayant eu lieu à la Flèche d'Or puis au Nouveau Casino.
En 2008, le collectif lance un nouveau concept de soirée, les Wet for me aujourd'hui basées à la Machine du Moulin Rouge dont Rag, DJ et programmatrice de soirée, occupe aujourd’hui la direction artistique.
En 2016, Barbi(e)turix fait sortir les Wet for me de Paris pour la première fois avec une édition à Lyon.